# Graptopetalum bellum
Espèce
Classification phylogénétique
Graptopetalum bellum est une espèce de plantes succulentes de la famille des Crassulaceae.
Synonyme :
- Tacitus bellus Moran & J.Meyrán - Certains auteurs acceptent encore ce nom. Cependant, les travaux récents[1] acceptent généralement Graptopetalum bellum (Moran & J. Meyrán) D.R. Hunt.

L'espèce a été découverte en 1972 par Alfred Lau dans l'ouest du Mexique (États de Chihuahua et Sonora) vers 1 600 m d'altitude. Elle pousse dans des régions montagneuses avec une exposition au soleil modérée.

## Description

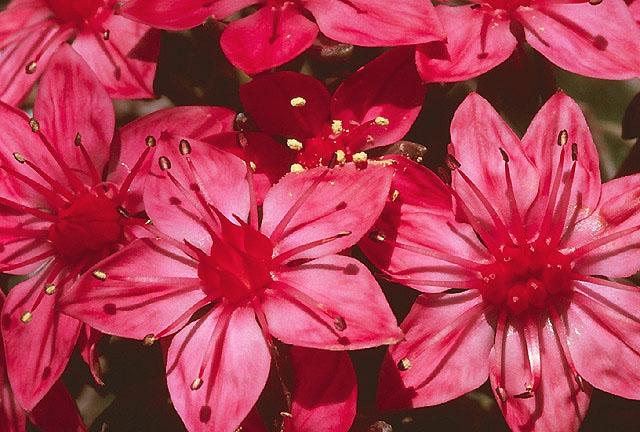
Graptopetalum bellum en fleurs.

C'est une plante succulente, persistante, légèrement buissonnante. Elle forme des rosettes plates et quasi horizontales jusqu'à 10 cm environ.
Les feuilles sont glabres, triangulaires, de 25 mm environ, avec une couleur grise ou bronze.
L'espèce fleurit entre mai et juillet. Les fleurs sont les plus grandes et les plus vives de la famille des Crassulaceae.
Sur une hampe de 10 cm environ, elles forment des inflorescences avec des fleurs de 2,5 cm environ du rose vif au rouge.
Les fleurs élémentaires, en forme d'étoile ont 5 pétales et des étamines également rose vif et des anthères blanches.

## Mode de culture

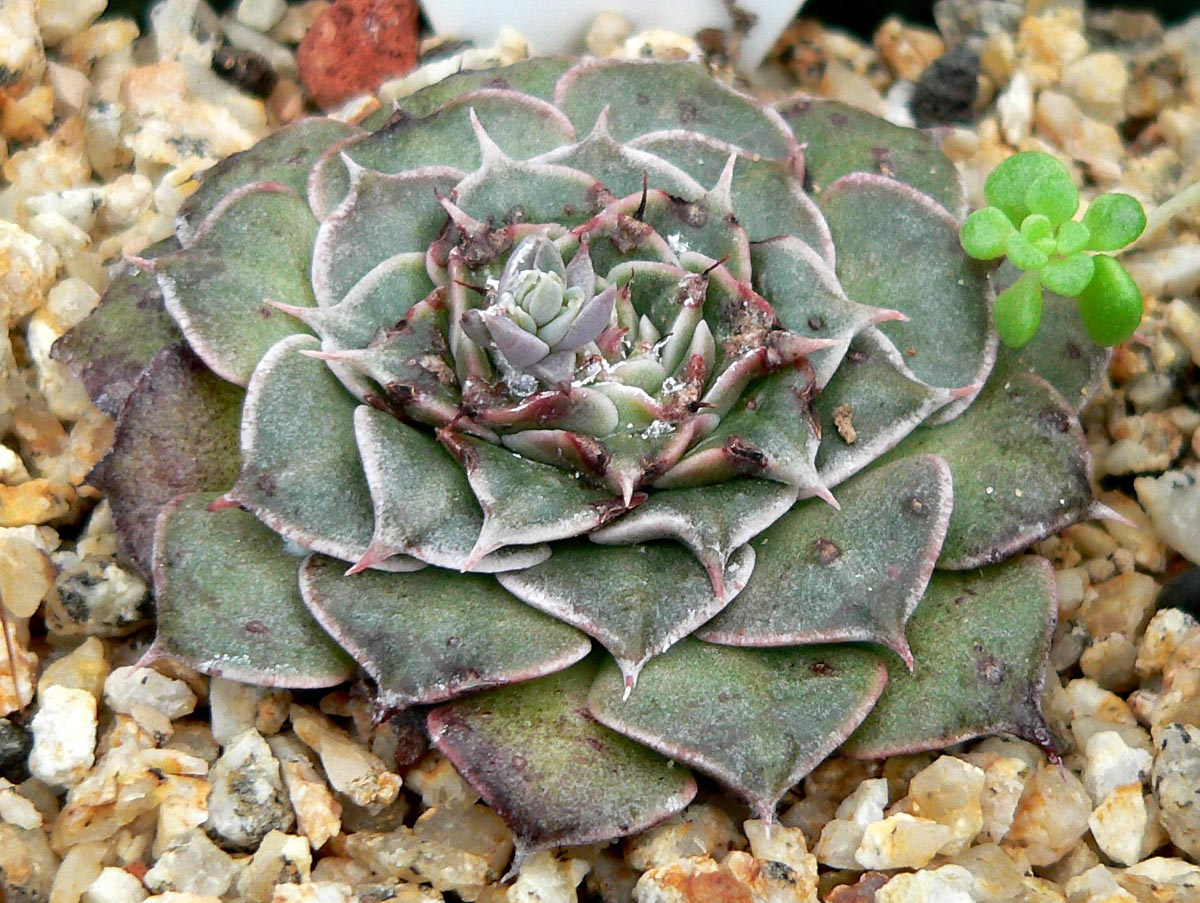
Graptopetalum bellum.

La culture de Graptopetalum bellum est aisée, même si cette espèce supporte moins bien le plein soleil que les autres Crassulaceae.
Comme pour toutes les plantes succulentes, le sol doit être léger et bien drainé. Apporter de l'engrais (pour cactus ou plantes succulentes) en période de croissance seulement et en divisant par deux les doses indiquées.
Comme beaucoup de plantes succulentes, Graptopetalum bellum ne peut fleurir qu'après un repos hivernal, c'est-à-dire au moins un mois passé à moins de 15 °C. Il peut supporter -5 °C sur de courtes périodes, s'il est totalement au sec. Ne pas arroser ou très peu, juste pour éviter la chute éventuelle des feuilles. Le risque de pourriture est élevé par temps froid ou dans un air humide.
Elle est sensible à l'attaque des cochenilles.
Elle peut être reproduite par bouturage des feuilles, division des rejets ou semis.

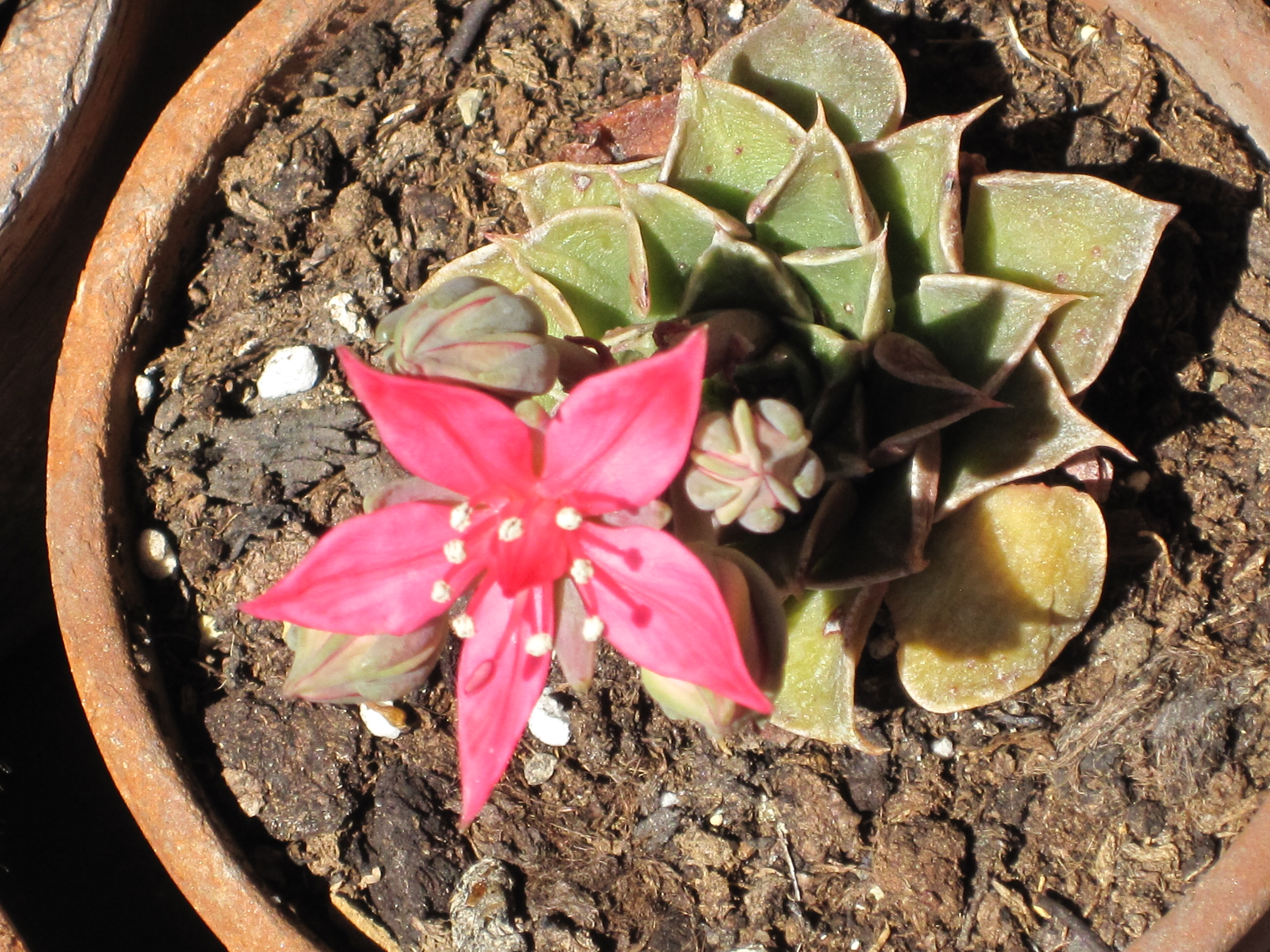
Graptopetalum bellum.